# Gustav Winckler
Gustav Frands Wilzeck Winckler, född 13 oktober 1925, död 20 januari 1979 (bilolycka), var en populär dansk sångare, kompositör och musikproducent. Han växte upp i distriktet Nørrebro i huvudstaden Köpenhamn och startade sin karriär som konstnär.
Winckler deltog i Eurovision Song Contest 1957 med låten Skibet skal sejle i nat (sv: Skeppet seglar iväg ikväll) tillsammans med Birthe Wilke. Låten slutade på tredje plats och framträdandet avslutades med en 32 sekunder lång kyss.